# Албанская грекокатолическая церковь

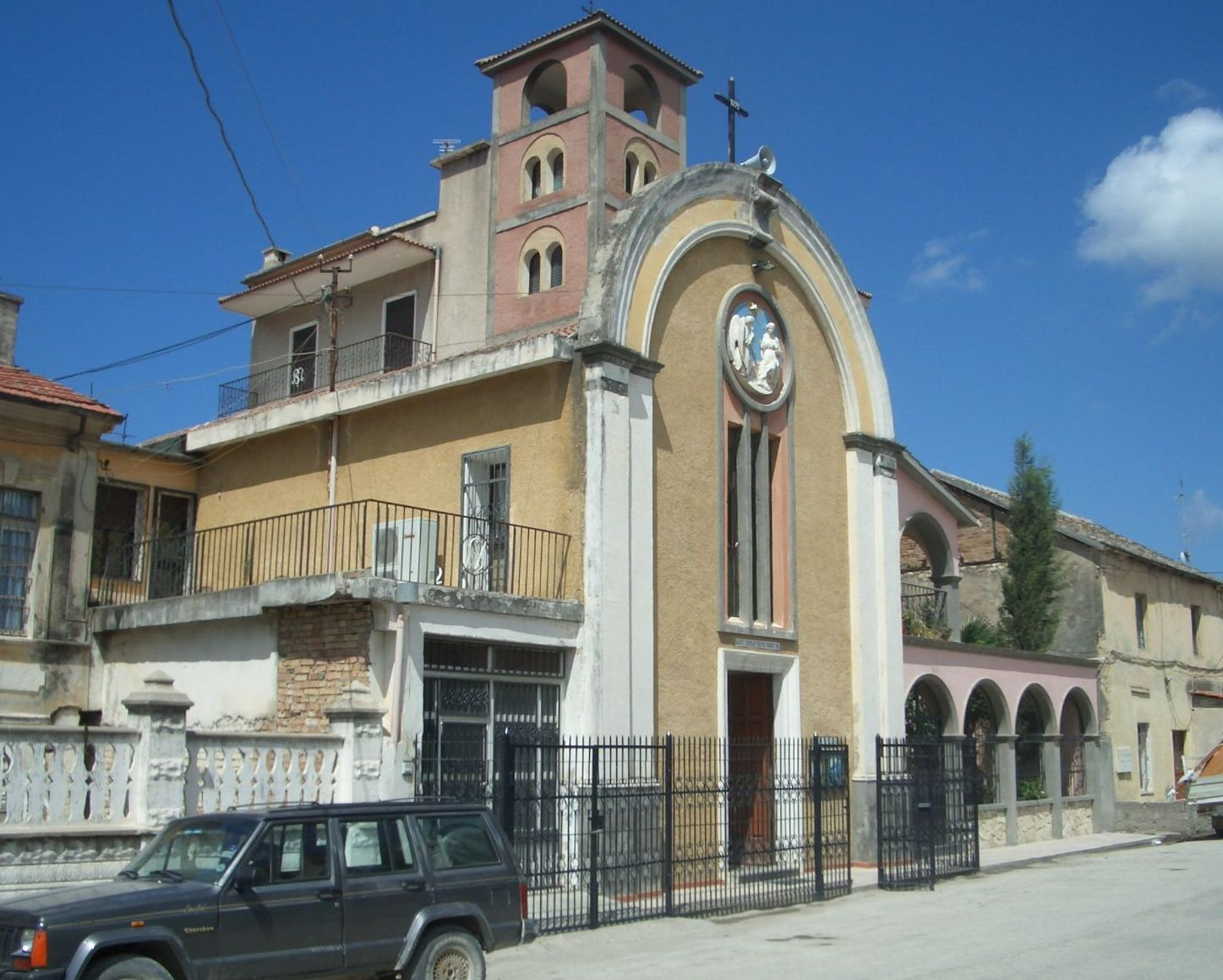
Католическая церковь в городе Влёра

Албанская католическая церковь (лат. Ecclesiae Graecae Catholico Albanica; алб. Kisha Katolike Bizantine Shqiptare) — одна из восточнокатолических церквей, придерживающихся византийского обряда, то есть принадлежащая к числу грекокатолических церквей. Все приходы церкви расположены на территории Албании. Не следует путать её с Итало-албанской католической церковью, которая распространена на юге Италии.

## История
Христианизация Албании исторически осуществлялась как миссионерами с Востока, так и с Запада (главным образом, на севере страны). Первая община албанцев-католиков византийского обряда была основана в 1628 году. В 1765 году община была ликвидирована турецкими властями.
Восстановление деятельности грекокатоликов в Албании произошло в 1900 году — священник Георг Германос, перешедший из Албанской православной церкви в католицизм, основал грекокатолическую общину, обосновавшуюся 12 годами позже в городе Эльбасан. В 1939 году была учреждена апостольская администратура. В 1945 году община насчитывала 400 членов. Греко-католическая община была ликвидирована в 1967 году, когда Албания была провозглашена атеистической страной, а любое отправление религиозного культа стало караться смертной казнью.
В 1992 году после политических перемен в Албании была восстановлена апостольская администратура, а албанские грекокатолики получили возможность свободно исповедовать свою веру.

## Структура
Албанская католическая церковь имеет статус апостольской администратуры, официальное название которой Апостольская администратура Южной Албании и входит в состав церковной провинции Тирана-Дуррес. По данным Annuario Pontificio за 2012 год насчитывает 3 749 прихожан в 8 приходах и 13 священников. С 1996 года по 2017 год её возглавлял апостольский администратор Хил Кабаши, с июня 2017 года её возглавил Джованни Перагине.